# 몰타인
몰타인(-人, 몰타어: Maltin)은 몰타 국적을 가진 사람(시민권자)들을 지칭하거나, 몰타어를 모어로 사용하며 몰타 제도에 거주하는 민족을 지칭한다. 보통은 몰타어를 사용하는 몰타 민족을 가리키는 용어로 사용한다.

## 개요
몰타인은 셈어파의 몰타어를 모어로 사용한다. 몰타어는 셈어군의 언어 중에서는 라틴 문자를 유일하게 사용한다. 또한 몰타어는 역사적인 이유로 많은 양의 어휘를 시칠리아어, 이탈리아어, 영어, 프랑스어로부터 차용하였다.
몰타인의 대다수는 로마 가톨릭교를 믿고 있다. 이에 대한 전승으로서 사도 행전에 따르면, 사도 바오로(바울)이 로마로 선교를 가는 중에 폭풍을 만나 표류한 곳이라고 한다.

## 같이 보기
- 몰타의 인구